# 東門町 (臺南市)
東門町為臺灣日治時期臺南州臺南市之行政區，共分一～四丁目。
由西向東依序分為四個丁目。範圍涵蓋今中西區的開山里、東區的大同里、泉南里、龍山里、圍下里、東門里、東安里。戰後町改為段，僅作為地籍使用。

## 名稱
1916年（大正5年）規劃町名改正時，原擬名「東門町」，臺南廳審查後並未更改，以此名呈報總督府，同年11月3日公告、1919年（大正8年）4月1日正式實施。
得名自臺灣府城大東門，範圍包括清代舊街名東門外、聖君廟、龍泉井。

## 町內設施
- 新豐郡役所（一丁目，現復興市場）
- 大人廟
- 東門公園（今東門圓環）
- 山川台（一丁目）
- 東門町乘降場（東門車站）
- 黃家固園（二丁目）
- 彌陀寺（二丁目）
- 龍山寺（二丁目）
- 達磨寺（二丁目，移轉前位在明治町）[4][5]
- 大東門
- 台南神學校
- 東門巴克禮紀念教會

## 相關
- 町名改正